# Sauzé-Vaussais
Sauzé-Vaussais is een voormalige gemeente in het Franse departement Deux-Sèvres (regio Nouvelle-Aquitaine) en telt 1642 inwoners (2004). De plaats maakt deel uit van het arrondissement Niort.

## Geschiedenis
Sauzé-Vaussais is op 1 januari 2025 gefuseerd met de gemeenten Caunay, Montalembert, Pers en Pliboux tot de gemeente Sauzé-entre-Bois.

## Geografie
De oppervlakte van Sauzé-Vaussais bedraagt 19,1 km², de bevolkingsdichtheid is 86,0 inwoners per km².

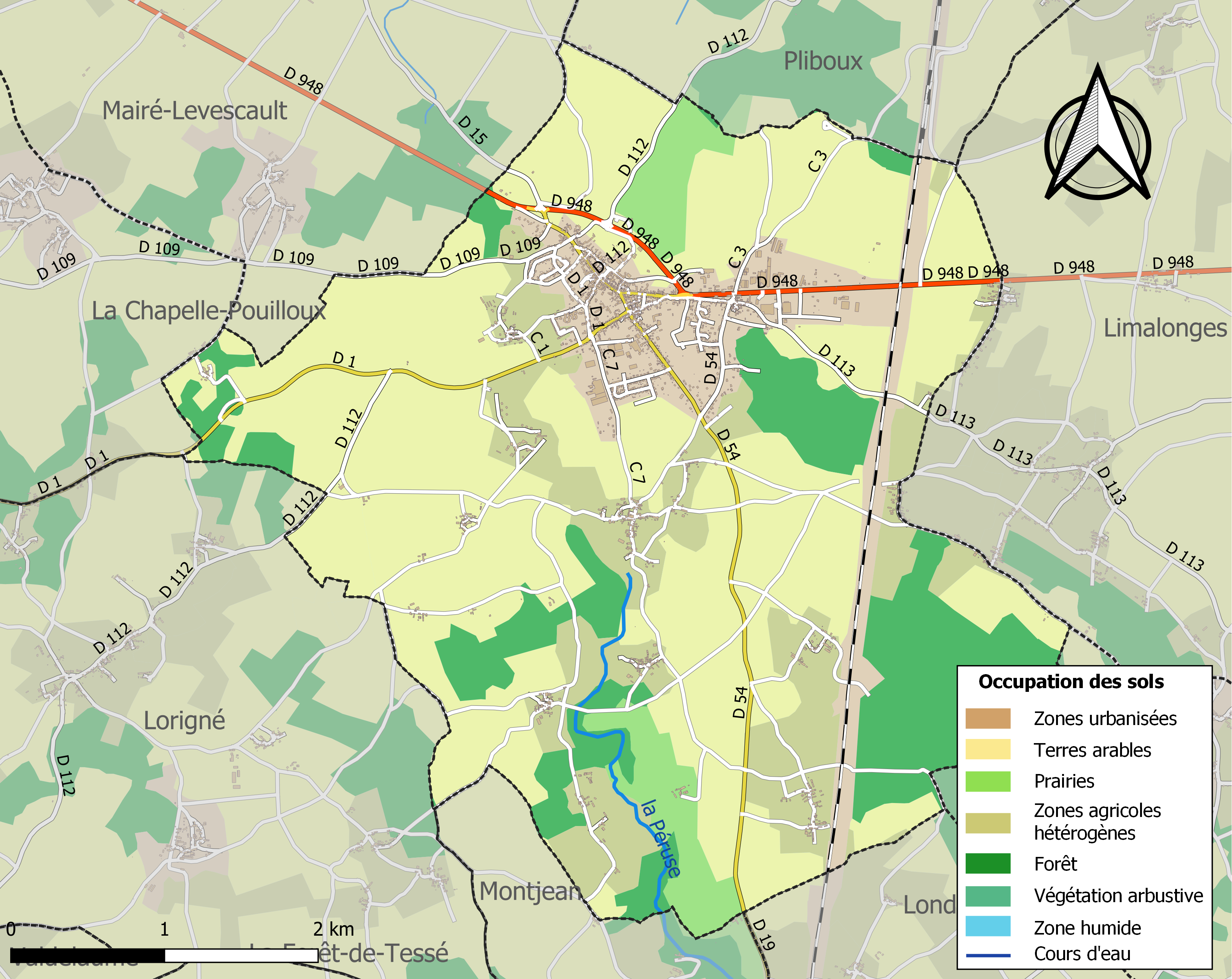
Kaart van de belangrijkste infrastructuur, bodemgebruik en omliggende gemeenten

## Demografie
Onderstaande figuur toont het verloop van het inwonertal.